# サガ
サガ（アイスランド語: saga 複数形: sögur）は、おもに中世アイスランドで成立した古ノルド語（古北欧語、古アイスランド語とも）による散文作品群の総称。同時代に書かれたエッダ詩がゲルマン民族の神話や英雄伝説を題材にしているのに対し、サガはノルウェーやアイスランドで起きた出来事を題材にしたものが多いことに特徴があり、約200点が現代に伝わっている。
転じて、フィクションにおいて、一家一門の物語を壮大に描く長編の叙事小説やファンタジー作品、叙事詩的映画などがサーガと呼ばれたり、そのようなタイトルを称することがある（『グイン・サーガ』、『ニュームーン/トワイライト・サーガ』、『ゼノサーガシリーズ』など）。

## 語源
サガは古アイスランド語のsegja（「言う」を意味する動詞で、英語のsay, ドイツ語のsagenに相当する）から派生した言葉であり、「語られたもの、語り物、物語」を意味する。

## 著者と執筆時期
ほとんどのサガは著者不明で、執筆期間はアイスランドで独自の民主制が置かれていた、いわゆるアイスランド共和国時代の後期である12世紀から13世紀とされる。それ以降に書かれた作品は大陸の騎士道ロマンスやおとぎ話の模倣（「騎士のサガ」、「嘘のサガ」）が多くなり、それらは通例サガに含まれない。

## 形式
多くのサガは散文のみで書かれているが、スカルド詩人などを主人公とするサガには、韻文のスカルド詩が挿入されているものもある。全体の長さは作品によって大きく異なり、『ニャールのサガ』のように現代の刊本で数百ページにおよぶものもあれば、『アイスランド人の書』のように数十ページで終わるものもある。比較的短い作品にはサットル（þáttr）と呼ばれ、サガから区別されるものがある。サットルは日本では通例「話」と訳される（『棒打たれのソルステインの話』など）。

## 内容と分類
サガが扱う内容は、歴代のノルウェー王の伝記、アイスランドの植民とキリスト教化の歴史、島民の諍いと裁判、古代ゲルマン民族の伝説など多岐にわたる。
各種のサガは伝統的に、主題をもとに「王のサガ」、「司教のサガ」、「アイスランド人のサガ」、「古代のサガ」の4つに分類される。ただし、この分類のほかにも様々な分類方法がある。また、これらの分類に収まらないサガや、複数の分野にまたがるサガも存在する。例えば「同時代のサガ」や「騎士のサガ」、「聖人のサガ」といった分類が存在する。
王のサガ (konungasögur)
スカンディナヴィア諸国の王侯の事績を扱う。最大のものはスノッリ・ストゥルルソンの作とされる『ヘイムスクリングラ』で、神話時代から初のノルウェー統一王であるハーラル美髪王を経て、スノッリの同時代のマグヌス・エルリングソン王に至るまでの歴代ノルウェー王の生涯を記した16のサガが収められている。ほかにバルト海沿岸のヨムスボルグを拠点に活躍したとされる伝説的なヴァイキング集団を扱った『ヨームのヴァイキングのサガ』などがある。
司教のサガ (biskupasögur)
アイスランドにおけるキリスト教化の歴史と同地で活躍した聖職者の生涯を扱う。ほかのサガよりも史実性が高いとされる。『キリスト教徒のサガ』、『司教パールのサガ』、『聖ソルラークのサガ』などがある。
アイスランド人のサガ (Íslendingasögur)
家族のサガ、氏族のサガとも。植民から内乱の末ノルウェー王に服属するまでの期間のアイスランド人の活動を扱うサガで、その洗練された文体と完成された叙述により文学的観点から最重要の作品群とされる。内容は「血の復讐」と呼ばれる一族同士の報復行為の応酬とアルシング（全島集会）での調停を扱ったものが多い。
アイスランド人のサガは大小30作ほどが知られているが、卓越した詩人にして戦士のエギル・スカラグリームソンとその一族を扱う『エギルのサガ』、偉大な戦士グンナルと賢人ニャールの友情と死を描く『ニャールのサガ』、サガでは珍しく女性を中心人物としている『ラックサー谷の人々のサガ』、数世代に渡る首長たちの抗争を主題とする『エイルの人々のサガ』、アイスランドを追放になり、放浪のすえ殺された不運な男の生涯を空想を交えて描く『グレティルのサガ』の5作は質、量ともに最大級のサガであり、日本では「五大サガ」と称される。ほかに、ノルド人のアメリカ大陸探検の様子を描く『赤毛のエイリークのサガ』などがある。共和国時代末期の内乱状態を描いたサガの集成『ストゥルルンガ・サガ』は、単体で「同時代のサガ」（Samtíðarsögur）という独自のジャンルに分類されることもある。
古代のサガ (fornaldarsögur)
伝説的サガとも。アイスランド植民以前のノルド人の伝承や古来より伝わるゲルマン民族の伝説を扱うサガである。古代のサガが書かれたのはアイスランド人のサガよりも後の時代で、空想的な内容を多く含む点に特徴がある。ニーベルンゲン伝説を題材とする『ヴォルスンガ・サガ』、デンマークの首長ラグナルとその息子たちを扱った『皮ズボンのラグナルのサガ（ラグナル・ロズブロークのサガ）』などがある。
同時代のサガ (samtíðarsögur)
サガの作成者と同時代の出来事を題材としたもの。『ストゥルルンガ・サガ』など。
騎士のサガ (riddarasögur)
アーサー王伝説など、外国語の騎士文学がアイスランド語などに翻訳・翻案されたもの。
聖人のサガ (heilagra manna sögur)
聖人伝を題材とするもの。

## 代表的なサガ

### 王のサガ
- 『ユングリング家のサガ』 (Ynglinga saga) - ヘイムスクリングラに収録されているサガのひとつ。
- 『ノルウェー史』 (Historia Norwegiæ)
- 『クニートリンガ・サガ（英語版）』 (Knýtlinga saga) - ハーラル1世から12世紀までのデンマークの支配者に関するサガ。
- 『オーラブ・トリグヴァソンのサガ』 (Óláfs saga Tryggvasonar) - ノルウェー王オーラヴ1世に関するサガ。
  - 『オーラヴ・トリュグヴァッソンの最大のサガ』 (Óláfs saga Tryggvasonar en mesta)
- 『聖オーラヴのサガ（英語版）』(Ólafs saga helga) - オーラヴ2世“聖王”に関するサガ。（オーラヴ聖王のサガも参照）
- 『ハーコン・ハーコナルソンのサガ（英語版）』 (Hakonar saga Hakonarsonar) - ホーコン4世に関するサガ。ストゥルラ・ソルザルソン（英語版）(Sturla Tordarson) の作。
- 『ヨームのヴァイキングのサガ（英語版）』 (Jómsvíkinga saga) - ヨームのヴァイキングに関するサガ。
- 『ファグルスキンナ』 (Fagrskinna)
- 『モルキンスキンナ』 (Morkinskinna)

### 司教のサガ
- 『キリスト教のサガ』 (Kristni saga)
- 『聖ソルラークのサガ』 (Þorláks sögur helga)
- 『司教パールのサガ』 (Páls saga byskups)

### アイスランド人のサガ
- 『アイスランド人の書』 (Íslendingabók)
- 『植民の書』 (Landnámabók) - 『入植の書』とも。
- 『エギルのサガ』 (Egils saga)
- 『ニャールのサガ（英語版）』 (Njáls Saga)
- 『ラックス谷の人々のサガ（英語版）』 (Laxdœla Saga)
- 『エイルの人々のサガ（英語版）』 (Eyrbyggja Saga)
- 『グレティルのサガ（英語版）』 (Grettis Saga)
- 『コルマクのサガ（英語版）』 (Kormáks Saga)
- 『赤毛のエイリークのサガ』 (Eiríks saga rauða)
- 『グリーンランド人のサガ』 (Grœnlendinga saga) - ヴィンランドへの5回にわたる旅が描かれている。
- 『ギースリのサガ（英語版）』 (Gísla saga Súrssonar) - 『ギスリのサガ』『スールの子ギースリのサガ』とも。
- 『フレイル神ゴジ・フラヴンケルのサガ』 (Hrafnkels saga Freysgoða)
- 『ヒータル谷の勇士ビョルンのサガ』 (Bjarnar saga Hítdœlakappa) - オッドニューという女性をめぐる、詩人ソールズとビョルンの争いの話。
- 『蛇舌のグンラウグのサガ（英語版）』 (Gunnlaugs saga ormstungu)
- 『みずうみ谷のサガ（英語版）』 (Vatnsdæla saga) - 『ヴァトン谷のサガ』とも。
- 『めんどりのソーリルのサガ（英語版）』 (Hænsna-Þóris Saga)
- 『ハルフレズのサガ』 (Hallfreðar saga vandræðaskálds)
- 『ストゥルルンガ・サガ（英語版）』 (Sturlunga Saga)

### 古代のサガ
- 『ヴォルスンガ・サガ』 (Völsunga saga) - ニーベルンゲン伝説（英語版）（ニブルング伝説）に関するサガ。
- 『ユングヴァルのサガ（英語版）』 (Yngvars saga víðförla)
- 『エイムンドのサガ』 (Eymundar þáttr hrings)
- 『フリシオフのサガ（英語版）』 (Friðþjófs saga hins frœkna)
- 『ガウトレクのサガ（英語版）』 (Gautreks Saga)
- 『勇士殺しのアースムンドのサガ』 (Ásmundar saga kappabana) - ヒルデブラントの伝説にも関わる物語。
- 『ヘルヴォルとヘイズレク王のサガ』 (Hervarar saga ok Heiðreks) - ティルヴィングに関する物語。
- 『ボーシとヘラルドのサガ（英語版）』 (Bósa saga ok Herrauðs)
- 『ラグナル・ロズブロークのサガ』 (Ragnars saga loðbrókar) - ラグナル・ロズブロークと彼の息子たちの生涯を描く。
- 『フロールヴ・クラキのサガ（英語版）』 (Hrólfs saga kraka) - デンマークの伝説的な王フロールヴ・クラキに関するサガ。

### 騎士のサガ
- 『イーヴェンのサガ（スペイン語版）[16]』(Ívens saga[15]) - 『イヴァン』がノルウェー語経由でアイスランド語に翻案されたもの[15]。
- 『エレクスのサガ（英語版）[17]』(Erex saga[15]) - 『エレックとエニッド（英語版）』がノルウェー語経由でアイスランド語に翻案されたもの[15]。
- 『パルセヴァルのサガ（スペイン語版）[18]』(Parcevals saga[15]) - 『ペルスヴァル』がノルウェー語経由でアイスランド語に翻案されたもの[15]。
  - 『ヴァルヴェンの話（スペイン語版）[19]』 (Valvens Þáttr[20]) - 『パルセヴァルのサガ』の後半部分[21]。
- 『ブリトン人のサガ（英語版）[22]』 (Breta sögur[23]) - 『ブリタニア列王史』がアイスランド語に翻案されたもの[15]。
  - 『メルリーヌースの予言（英語版）[24]』 (Merlínússpá[25]) - 『メルリヌスの予言（英語版）』がアイスランド語に翻案されたもの。写本『ホイクルの書』版の『ブリトン人のサガ』に含まれている[25]。
- 『シズレクのサガ』 (Þiðrekssaga) - 『シドレクスサガ』とも。「騎士のサガ（英語版）」に分類されている。ディートリヒ・フォン・ベルン（東ゴート王テオドリック）の活躍を描き、シグルズ（ジークフリート）の伝説やヴェルンドへの言及も見られる。

### その他
- 『ギュータサガ（英語版）』 (Gutasaga)
- 『フェロー諸島の人々のサガ（英語版）』 (Færeyinga Saga)
- 『オークニー諸島人のサガ（英語版）』 (Orkneyinga Saga)

## 日本語訳
- 山室静 訳『赤毛のエリク記 古代北欧サガ集』冬樹社、1974年。
- 谷口幸男 訳『アイスランド・サガ』新版2024年（松本涼 監修)、新潮社、1979年。ISBN 978-4103137047。
  - 「エギルのサガ」、「グレティルのサガ」、「ラックサー谷の人びとのサガ」、「エイルの人びとのサガ」、「ヴォルスンガ・サガ」、「ニャールのサガ」を収録。第18回 藤村記念歴程賞、第16回 日本翻訳出版文化賞受賞（ともに1980年）
- 菅原邦城 訳『ゲルマン北欧の英雄伝説 ヴォルスンガ・サガ』東海大学出版会、1979年。
- 松谷健二 訳『エッダ グレティルのサガ 中世文学集３』ちくま文庫、1986年。
- 大塚光子 訳『スールの子ギースリのサガ』麻生出版、2011年。ISBN 978-4-905383-01-7。
  - 初版は三省堂より『スールの子ギースリの物語』として1987年に発行。
- 日本アイスランド学会 訳『サガ選集』東海大学出版会、1991年。
  - 「アイスランド人の書」、「めんどりのソーリルのサガ」、「蛇舌のグンラウグのサガ」、「グリーンランド人のサガ」、「棒打たれのソルステインの話」、「ヴェストフィヨルド人アウズンの話」、「ハーコン善王のサガ」、「勇士殺しのアースムンドのサガ」、「司教パールのサガ」を収録。巻末に用語集付き。
- 菅原邦城 訳『アイスランドのサガ 中篇集』東海大学出版会、2001年。
  - 「フレイル神ゴジ・フラヴンケルのサガ」、「ヴァープナフィヨルドのサガ」、「ドロプラウグの息子たちのサガ」、「バンダマンナ・サガ―欺かれた首領たちの物語」、「赤毛のエイリークルのサガ」を収録。
- 森信嘉 訳『スカルド詩人のサガ』（初版）東海大学出版会、2005年9月5日。ISBN 978-4486016960。
  - 「コルマクのサガ」、「ハルフレズのサガ」を収録
- 渡辺洋美 訳『ギスリのサガ（1000点世界文学大系 北欧篇2）』北欧文化通信社、2008年。
- 谷口幸男 訳『ヘイムスクリングラ 北欧王朝史(1000点世界文学大系 北欧篇3)全4巻』北欧文化通信社、2008-2011。
- 林邦彦 訳『北欧のアーサー王物語 イーヴェンのサガ／エレクスのサガ』麻生出版、2013年。
- マッツ・G・ラーション『悲劇のヴァイキング遠征 東方探検家イングヴァールの足跡 1036‐1041』新宿書房、2004年。
  - 『東方探検家イングヴァールのサガ』の抄訳を収録